# Portus Itius
Portus Itius era un antico porto romano in Piccardia, di ubicazione sconosciuta.
I principali candidati sono stati Saint-Omer (Sithiu), Wissant e Boulogne (più comunemente chiamata Gesoriacum e poi Bononia), ma la laguna insabbiata sulla costa delle Fiandre dietro Calais sembra ora la più probabile.

## Citazioni
Itius Portus era il nome dato dal generale romano Giulio Cesare al porto utilizzato nella sua seconda spedizione in Britannia, risalente al 54 a.C..
È certo che il porto si trovasse nelle vicinanze di Capo Gris-Nez (Promunturium Itium), ma la sua esatta ubicazione è stata dibattuta fin dal Rinascimento. Molti storici hanno ipotizzato che Cesare sia partito per l'isola dallo stesso punto nelle due spedizioni, ma il nome del porto non compare nei suoi scritti in questo senso.   Questo fatto, insieme ad altre considerazioni, suggerisce che le due spedizioni probabilmente partirono da punti diversi.
Si è generalmente creduto che la prima spedizione di Cesare fosse partita dal porto di Saint-Omer e lo stesso si è creduto della seconda fino a quando T. Rice Holmes, in un articolo apparso su Classical Review (maggio 1909), non ha fornito validi motivi per ritenere che essa sia partita da Wissant, a circa quattro miglia da Gris Nez. La ragione principale sostenuta da Holmes è che Cesare, avendo constatato l'impossibilità di partire con la sua grande flotta dal piccolo porto di Boulogne, decise di scegliere un altro punto da cui far partire le circa 800 navi che parteciparono alla seconda spedizione. L'unico luogo che soddisferebbe approssimativamente queste caratteristiche, tenendo conto dei cambiamenti fisici che il rilievo dell'isola ha subito in tutto questo tempo, sarebbe Saint-Ome.